# Sus Slaets
Sus Slaets (1980/1981) is een Vlaams acteur.

## Loopbaan
Zijn bekendheid verwierf hij door de jeugdserie En daarmee Basta!, waarin hij Joost Vandenbroeck (alias "De Larve") speelt. In de reeks speelde Slaets met Steve Geerts, die gestalte gaf aan zijn oudere broer Ruben (alias "De Pinda"). Andere kijkers zullen hem eerder herinneren als familielid in Vaneigens, een onderdeel in Man bijt hond.
In 2003 studeerde hij af aan het Herman Teirlinck Instituut, klas Dora. Nadien was hij actief op de planken in producties van het Publiekstheater, BRONKS, Theater Zuidpool, podiumkunstenaarscollectief De Bloedgroep, HETPALEIS en Theater De Schaduw. Sinds september 2011 is hij actief als dramadocent in het Maris Stella Instituut te Malle.

## Theater
- 2002/2003 - April
- 2003/2004 - Rap Battle 2003
- 2004/2005 - Dikke mannen in rokjes
- 2006/2007 - Zwijnen, Titus Andronicus
- 2008/2009 - Armandus de Zoveelste
- 2009/2010 - Maustrofobie
- 2010/2011 - Tocht!
- 2012 - De tip van je tenen (Het Paleis)

## TV
- Vaneigens (1997-1998) - als tweede zoon
- Windkracht 10 (1998) - als Sven
- W817 (1999) - als Kevin
- Flikken (1999) - als getuige van een ongeval
- In de gloria (2000) - als Danny
- Flikken  (2000) - als Mark De Pryck
- Thuis (2003) - als Kevin
- En daarmee Basta! (2005-2008) - als Joost Vandenbroeck
- Tytgat Chocolat (2017) - als bedrieglijke prijswinnaar
- Verhaal van Vlaanderen (televisieserie) (2021) als acteur bij de Pest
- Het mysterie van Kemzeke (film) (2017) - als acteur bij de Pest